# Sigismund Reis

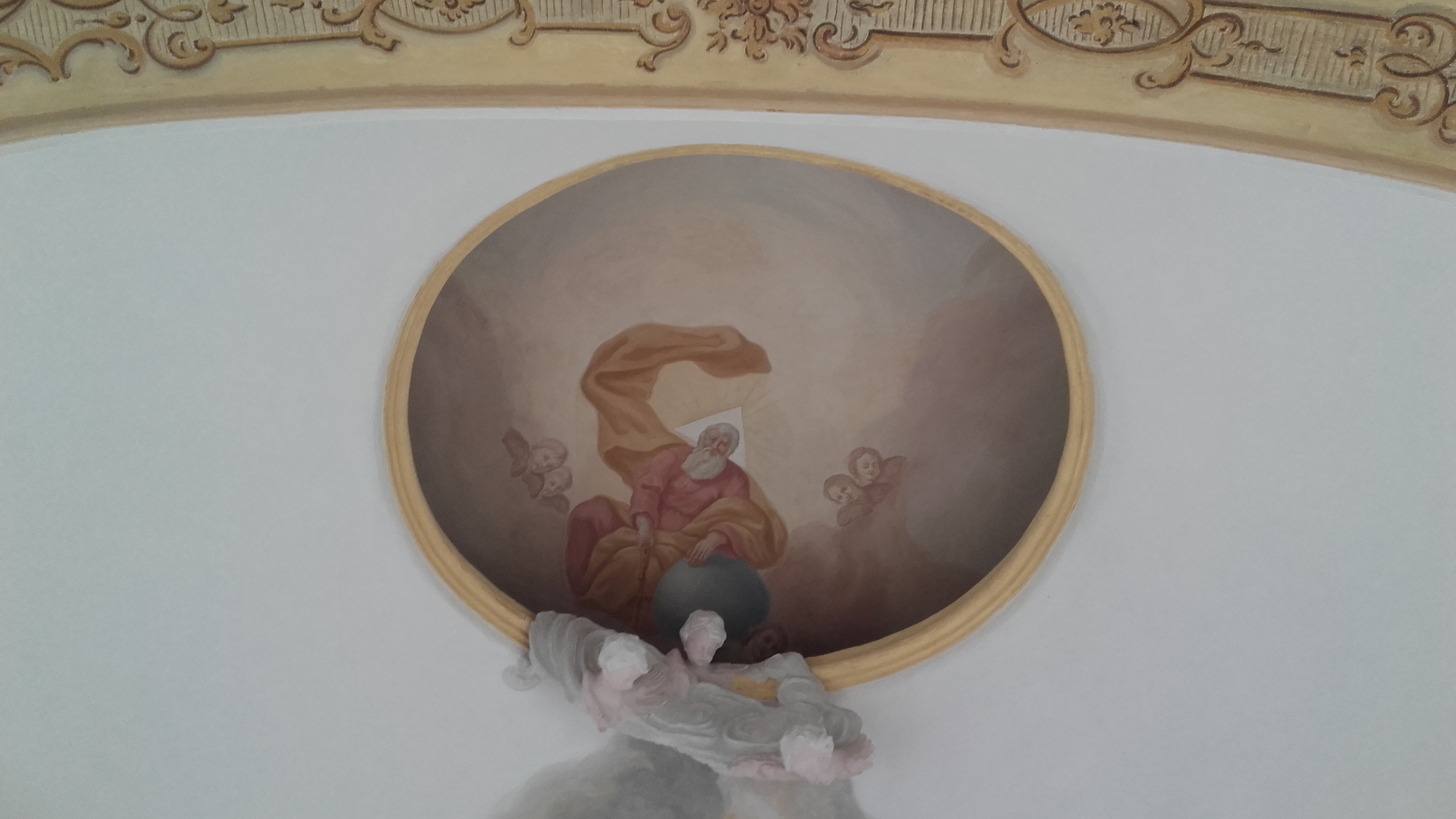
Deckengemälde „Gottvater“ in der Salzbergkapelle (um 1760)

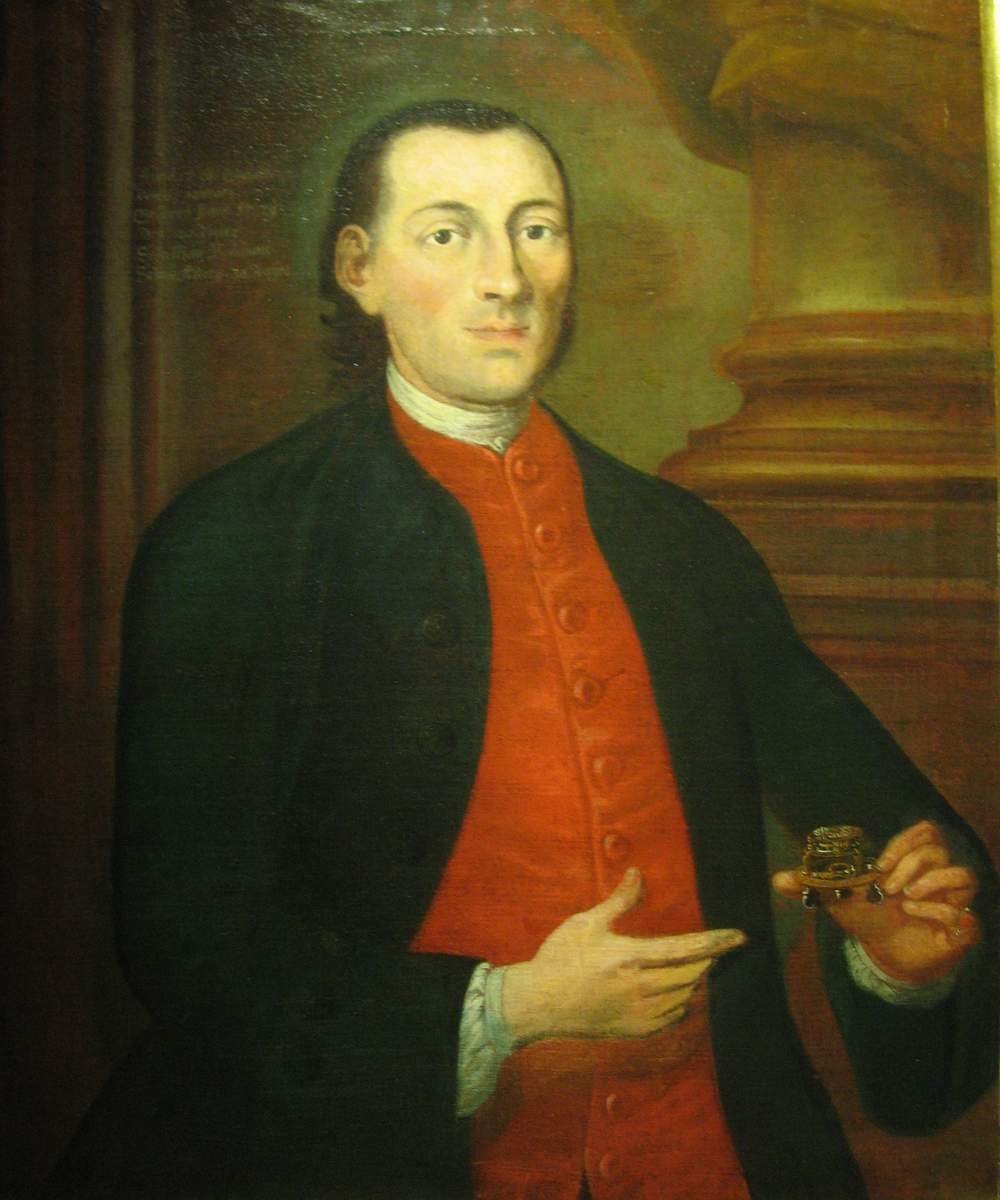
Porträt von Sebastian Baumann (1768)

Sigismund Reis (* vor 1750 in Haßfurt; † 27. Oktober 1779 in Friedberg) war ein deutscher Barockmaler. 

## Leben und Werk
Der ursprünglich aus Haßfurt stammende Reis schuf zwischen 1750 und 1779 zahlreiche Kirchenfresken im Friedberger Raum. So malte er beispielsweise in der Anwaltinger Filialkirche St. Andreas und in der nahegelegenen Salzbergkapelle die Deckengemälde. Eine Besonderheit stellt dabei die Volkstümlichkeit der Darstellung dar.
Neben Fresken wurde Reis auch mit der Herstellung von Porträts, Votivtafeln und Passionsbilder beauftragt. Als Beispiel dient hier je ein Porträt von Sebastian Baumann und seiner Frau Barbara (beide Teil der Ausstellung im Heimatmuseum des Friedberger Schlosses).
Im Jahre 1751 heiratete Sigismund Reis die Tochter des Friedberger Malers Christian Menrad. Er verstarb 1779 in Friedberg.